# 외서초등학교 (전남)
외서초등학교는 대한민국 전라남도 순천시 외서면 월암리에 있는 공립 초등학교이다.

## 학교 연혁
- 1927년 11월 4일 : 외서공립보통학교 개교(4년제 4학급)
- 1938년 4월 1일 : 외서공립심상소학교로 개칭
- 1941년 4월 1일 : 외서공립국민학교로 개칭
- 1942년 4월 1일 : 6년제 5학급 개편
- 1948년 11월 30일 : 초대 박준채 교장 부임
- 1981년 3월 1일 : 병설유치원 개원
- 1996년 3월 1일 : 외서초등학교로 개칭
- 2003년 9월 1일 : 제27대 전하자 교장 부임
- 2005년 3월 1일 : 제28대 박방월 교장 부임
- 2006년 9월 1일 : 제29대 정치완 교장 부임
- 2009년 2월 18일 : 제79회 졸업 (총 4646명)
- 2009년 9월 1일 : 제30대 김종삼 교장 부임
- 2010년 2월 18일 제80회 졸업 (총 4650명)
- 2011년 9월 1일 제31대 김대홍 교장 부임
- 2012년 2월 16일 제82회 졸업 (총4,660명)
- 2013년 2월 20일 제83회 졸업( 총4.662명)
- 2013년 9월 1일 제32대 위성미 교장 부임
- 2015년 9월 1일 제33대 한미희 교장 부임
- 2018년 9월 1일 제34대 장용철 교장 부임
- 2021년 2월 10일 제91회 졸업(총4,694명)

## 참고 자료
- 외서초등학교 - 한국교육학술정보원 학교알리미